# Simon Cox (cầu thủ bóng đá, sinh năm 1984)
Simon Cox (sinh ngày 24 tháng 3 năm 1984) là một cầu thủ bóng đá người Anh thi đấu ở vị trí thủ môn.
Anh học tại ADT College (bây giờ là Học viện Công nghệ Ashcroft) khi còn nhỏ.
Cox khởi đầu sự nghiệp với Reading F.C. và gia nhập Oxford United năm 2002. Anh được giải phóng năm 2005, và không thi đấu cho một câu lạc bộ nào.